# サワムラヤ
株式会社サワムラヤは、かつて愛知県と岐阜県でスーパーマーケットを展開した日本の企業。

## 歴史・概要
1791年（寛政3年）に（初代）穂積金兵衛が澤村屋酒造店として、清酒金穂を醸造したのが始まりで、明治中期には沢村屋として酒造業専門に成長して小牧で生産されていた850石の清酒の内250石を占めるようになった。
1960年（昭和35年）4月20日に（6代目）穂積金兵衛が株式会社サワムラヤを設立して法人化し、同年6月に当社の総合スーパー1号店として小牧店を開店した。
1967年（昭和42年）に「オール日本スーパー経営者協会」（現・オール日本スーパーマーケット協会（AJS））に入会した。
1970年（昭和45年）6月6日に共同仕入を目的としてヤマナカ・一号舘・マルイ(1979年ヤマナカと合併)・川口屋スーパーチェーン・かぎや商店と「中部スーパーマーケット本部」を設立した。
1983年（昭和58年）5月に仕入先の安田屋との受発注業務をオンライン化した。
昭和50年前後には店舗の増設に伴って年々売上を増加させていたが、昭和50年前後には店舗の増設を見送るようになり、昭和60年代には競争激化に伴って業績が伸び悩むようになった。
1997年（平成9年）11月15日に小牧市にジャスコを核店舗とする「モートショッピングセンター」を開業した。

## 年表
- 1791年（寛政3年） - （初代）穂積金兵衛が澤村屋酒造店として[4]、清酒金穂の醸造を開始[6]。
- 1960年（昭和35年）
  - 4月20日[5] - （6代目）穂積金兵衛が株式会社サワムラヤを設立して法人化[4]。
  - 6月 - 小牧店を開店[4][8]。
- 1970年（昭和45年）6月6日 - ヤマナカ・一号舘・マルイ(1979年ヤマナカと合併)・川口屋スーパーチェーン・かぎや商店と「中部スーパーマーケット本部」を設立[10]。
- 1983年（昭和58年）5月 - 仕入先の安田屋との受発注業務をオンライン化[12]。
- 1991年（平成3年）9月26日 - サワムラヤ労働組合がサワムラヤユニオンに名称を変更[14]。
- 1993年（平成5年）1月23日 -　本社所在地がある小牧市東新町の北半分(愛知県道197号小牧春日井線を挟んで)が新設された中央に編入された為、住所が中央1丁目451となる。
- 1997年（平成9年）11月15日 - 小牧市にジャスコを核店舗とする「モートショッピングセンター」を開業[13]。

## かつて存在した店舗

### 愛知県

#### 小牧市
- （初代）小牧店（小牧市大字小牧2651[6]、1960年（昭和35年）6月開店[4][8]）

店舗面積905m2。
- （2代目）小牧店（小牧市大字小牧2651[16]、1967年（昭和42年）10月8日開店[17]）

ジャスコを核店舗とする穂積合名会社のサワムラヤビル1階に出店していた。

#### 江南市
- 古知野店（江南市大字古知野字広見35[6]、1964年（昭和39年）3月開店[4][15][20]）

店舗面積528m2。
- 布袋店（江南市小折字上野81[21]、1972年（昭和47年）9月5日開店[22]）

敷地面積1,320m2、平屋建て、延べ床面積825m2、店舗面積512m2。
名鉄布袋駅東に出店していた。

#### 春日井市
- 春日井店（春日井市町屋町3578-1 タカギショッピングセンター[24]、1973年（昭和48年）10月30日開店[24]）

敷地面積3,100m2、延べ床面積3,050m2、店舗面積2,602.18m2（当社店舗面積792m2）、駐車台数約120台。現在は大型マンション。
- 神領店（春日井市神領町字絲田594-1 神領ショッピングセンター[26]、1987年（昭和62年）11月20日開店[26]）

敷地面積約1,898m2、延べ床面積約2,770m2、店舗面積約1,840m2（当社店舗面積約809m2）、駐車台数約600台。現在は区画整理による地名変更で愛知県春日井市神領町2丁目22番地4メガコンコルド800+3春日井店。

#### 西春日井郡
- 西春店（西春日井郡西春町大字西の保字青野東53[27]（現・北名古屋市）、1969年（昭和44年）11月開店[15][28]）

店舗面積885m2。
西春で初の大規模小売店舗として開業した西春プラザにユニーと共に出店していた。
- 師勝店（西春日井郡師勝町大字鹿田1935 シカツグリーンシティ[31]1F[32]、1975年（昭和50年）9月開店[4] - 2009年（平成21年）5月18日閉店[33]）

店舗面積9,522m2（当社店舗面積759m2）、駐車台数約900台。
ヨシヅヤ師勝店の食品売り場を受託する形で出店していたが閉店し、2009年（平成21年）7月17日にYストアが後継店舗として出店した。

#### 津島市
- （初代）津島店（津島市天王通り4-16[34][35]、1966年（昭和41年）5月開店[15][15][36]）

店舗面積429m2。
- （2代目）津島店（津島市藤浪町2-8 ボナンザプラザ津島店[38]、1971年（昭和46年）12月1日開店[38]）

敷地面積3,100m2、延べ床面積10,329m2、店舗面積6,885m2（当社店舗面積594m2）、駐車台数約120台。
- 天王店（津島市天王通り4-16[39]、1972年（昭和47年）3月30日開店[40]）

店舗面積330m2 → 389m2。

#### 海部郡
- 蟹江店（海部郡蟹江町蟹江本町コの割1 ボナンザプラザヨシヅヤ蟹江店[41]1階[42]、1978年（昭和53年）5月開店[4][43]）

敷地面積13,164m2、延べ床面積15,841m2、店舗面積11,671m2（当社店舗面積815m2）、駐車台数約800台。
出店していたヨシヅヤ蟹江店が移転する形で、2013年（平成15年）4月20日にヨシヅヤJR蟹江駅前店がヨシヅヤ直営の食品スーパー「Yストア」を核店舗として開業している。
2014年（平成16年）11月に
- 富吉店（海部郡蟹江町蟹江新田与太郎113-1[45]、1976年（昭和51年）12月開店[4][46]）

店舗面積838m2。
- 甚目寺店（海部郡甚目寺町甚目寺五位田128 ヨシヅヤ甚目寺店1階[42]、1974年（昭和49年）12月開店[4] - 2010年（平成22年）10月閉店[47]）

店舗面積891m2。
「（初代）ヨシヅヤ甚目寺店」の食品テナントとして出店していたが、建て替えを機に閉店し、2011年（平成23年）10月14日に開店した「（2代目）ヨシヅヤ甚目寺店」ではヨシヅヤ直営のYストアが食品売り場を担当した。

#### 葉栗郡
- 木曾川店（葉栗郡木曾川町黒田一の通り3[32]、1977年（昭和52年）10月開店[4][48][49]）

店舗面積1,148m2。
- 黒田店（葉栗郡木曾川町黒田山サンハイツザイダビル1F[32]、1980年（昭和55年）7月開店[4][50]）

店舗面積990m2。

#### その他
- 犬山店（犬山市大字犬山字西古券1225[6]、1971年（昭和46年）5月25日開店[51]）

店舗面積924m2。
- 稲沢店（稲沢市稲沢町東出16 ボナンザプラザ稲沢[52]、1974年（昭和49年）4月開店[4]）

敷地面積8,322m2、延べ床面積10,329m2、店舗面積6,885m2（当社店舗面積1,079m2）、駐車台数約210台。
- 黄金店（名古屋市中村区黄金通3-22丹羽庄ビル1F[53]、1979年（昭和54年）4月開店[4]）

店舗面積344m2。

### 岐阜県
- 岐阜店（岐阜市清上沼715-1丸和ビル1F[54]、1976年（昭和51年）12月開店[4][46]）

店舗面積1,111m2。
- 茜部店（岐阜市茜部水主町1-160[54]、1980年（昭和55年）4月開店[4][50]）

店舗面積1,400m2。
- 笠松店（羽島郡笠松町美笠通3-14五藤ビル1F[55]、1981年（昭和56年）9月開店[4][56]）

店舗面積1,100m2。
- 御嵩店（可児郡御嵩町中2090-1 御嵩ショッピングセンタービル[57]、1976年（昭和51年）11月開店[4]）

店舗面積594m2。